# Maenianum
Un maenianum (latín, plural: maeniana) era un balcón o galería para los espectadores en un espectáculo público en la Antigua Roma. 
En 318 a. C. Menio fue censor con Lucio Papirio Craso. En su censura permitió añadir balcones a los diferentes edificios que rodean el foro, para que los espectadores pudieran obtener más espacio para contemplar los juegos que se expusieron en el foro, y a estos balcones se los llamó maeniana.
Su nombre deriva del entonces censor, Cayo Menio (Gaius Maenius), que en el 318 a. C., permitió añadir balcones sobre las tiendas que rodeaban el foro Romano, para que los espectadores pudieran obtener más espacio para contemplar los juegos y espectáculos que se exponían allí. Después asignó el nombre a la galería decorada en el Coliseo, donde los espectadores veían los combates de gladiadores y a las gradas del anfiteatro.
El maenianum se dividía en varios niveles: 
- Maenianum primum, que estaba reservado a la clase noble no senatorial de los equites.
- Maenianum secundum, que presentaba los mejores asientos inferiores para los plebeyos ricos.
- Maenianum summum, con los asientos superiores para los plebeyos pobres.[3][4]

Luego recibieron este nombre los balcones de las casas particulares. En la antigüedad tardía, los pórticos con techos planos también recibían el nombre de maeniana.